# Yesterday (film, 2004)
Pour les articles homonymes, voir Yesterday (homonymie).
Yesterday est un film dramatique sud-africain réalisé par Darrell Roodt, sorti en 2004.
Le film a été sélectionné pour l'Oscar du meilleur film en langue étrangère.

## Fiche technique
- Titre : Yesterday
- Réalisation : Darrell Roodt
- Scénario : Darrell Roodt
- Production : Sudhir Pragjee, Anant Singh, Sanjeev Singh, Helena Spring et Daphne Williams
- Musique : Madala Kunene
- Pays d'origine :  Afrique du Sud
- Genre : Film dramatique
- Durée : 96 minutes
- Date de sortie :  2004

## Distribution
- Leleti Khumalo : Yesterday
- Kenneth Khambula : le mari de Yesterday
- Harriet Lenabe : Professeur
- Lihle Mvelase : Beauty
- Camilla Walker : Docteur

## Distinctions
- Africa Movie Academy Award du meilleur son